# Баудойнгем (Мен)
Баудойнгем (англ. Bowdoinham) — місто (англ. town) в США, в окрузі Саґадагок штату Мен. Населення — 3047 осіб (2020).

## Демографія
Згідно з переписом 2010 року, у місті мешкало 2889 осіб у 1179 домогосподарствах у складі 844 родин. Було 1279 помешкань
Расовий склад населення:
| - 95,3 % — білих - 1,0 % — азіатів - 0,7 % — чорних або афроамериканців - 0,6 % — корінних американців |

До двох чи більше рас належало 2,3 %. Частка іспаномовних становила 1,0 % від усіх жителів.
За віковим діапазоном населення розподілялося таким чином: 21,6 % — особи молодші 18 років, 65,7 % — особи у віці 18—64 років, 12,7 % — особи у віці 65 років та старші. Медіана віку мешканця становила 43,7 року. На 100 осіб жіночої статі у місті припадало 100,3 чоловіків;  на 100 жінок у віці від 18 років та старших — 97,4 чоловіків також старших 18 років.
Середній дохід на одне домашнє господарство  становив 78 108 доларів США (медіана — 69 563), а середній дохід на одну сім'ю — 93 472 долари (медіана — 79 135). Медіана доходів становила 57 782 долари для чоловіків та 49 167 доларів для жінок. За межею бідності перебувало 3,4 % осіб, у тому числі 2,3 % дітей у віці до 18 років та 0,0 % осіб у віці 65 років та старших.
Цивільне працевлаштоване населення становило 1450 осіб. Основні галузі зайнятості: освіта, охорона здоров'я та соціальна допомога — 22,2 %, роздрібна торгівля — 19,5 %, виробництво — 14,7 %, мистецтво, розваги та відпочинок — 10,7 %.